# Herrera (Entre Ríos)
Herrera es un municipio del distrito Gená del departamento Uruguay en la provincia de Entre Ríos, República Argentina. El municipio comprende la localidad del mismo nombre —también conocida como Villa San Miguel— y un área rural. Su estación ferroviaria se denomina Nicolás Herrera.

## Historia
En 1868 el riojano Nicolás Herrera llegó a la provincia de Entre Ríos con intenciones de comerciar con Justo José de Urquiza, y por su parte este recibió los títulos de propiedad de un campo en el distrito Gená. De su matrimonio con Vicenta Warlet nacieron Julián y Francisca, quien se casa luego con Juan Líbaros. En 1875 ambos hijos compraron 7850 hectáreas de campo y mediante condominio tomaron propiedad de medio campo cada uno. De este modo Julián Herrera fundó la estancia Santa Vicenta y su hermana fundó la de Santa Celmira, pero se la vendería años más tarde a su hermano Julián.
A principios de 1890 Julián Herrera gestionó ante el Ferrocarril Central Entrerriano la fundación de una estación de trenes y al no encontrar respuesta fundó el 1 de diciembre de 1891 con sus propios medios la estación Nicolás Herrera, en homenaje a su padre, aprovechando las vías férreas del ramal Paraná–Concepción del Uruguay que pasaba por su propiedad. Por este medio Herrera utilizó el ferrocarril para trasladar la producción de sus campos hasta el puerto de Concepción del Uruguay. 
En 1922 llegó desde Santa Fe un contingente de colonos italianos, que alquilaron los campos de Herrera y se dedicaron a la producción agrícola–ganadera que esta ya había abandonado. Debido a esta masa inmigratoria es hoy que sus apellidos perduran en la zona.
En 1945 una ley del gobierno del presidente Juan Domingo Perón obligó a los propietarios de campos a lotear y es así como este conjunto de italianos pasó a ser propietario de una fracción de terreno de aproximadamente de 100 hectáreas. De este modo es como una parte del pueblo se estableció en las cercanías de la estación y a pesar de que con el tiempo han subloteado sus propiedades para sus descendientes, esta zona no tiene el grado de densificación poblacional que alcanza “El Pueblo”.
Dicha localidad tuvo origen contemporáneo a la estación ferroviaria pero sus tierras eran propiedad de la sucesión de Augusto Rivero. Por compra que hizo Miguel Britos a los herederos de aquel, pasó a ser propietario de este campo, donde en 1911 diseñó el amanzanamiento del pueblo. El Gobierno de Entre Ríos lo aprobó y el 11 de octubre de 1912 se fundó Villa San Miguel. 
Con la muerte de Britos, este dejó en poder de su madre la liquidación obligatoria de todos sus bienes. Dada la situación, los terrenos se malvendieron a un precio muy bajo hasta 1930, que fue el último remate. Por esta razón el pueblo se consolidó y ordenó como tal, aunque su nombre no sea tan conocido como la estación Herrera. 
Luego de ser aprobada por ley su creación y ejido, el municipio de 2.ª categoría fue establecido por decreto n.º 232/1995 MGJE del 7 de febrero de 1995. Mediante la ley n.º 9467 sancionada el 29 de octubre de 2002 y promulgada el 7 de noviembre de 2002 fue ampliado el ejido del municipio de Herrera, el cual pasó a ser un municipio de categoría única por ley n.º 10027 del 10 de diciembre de 2011.

## Instituciones deportivas y sociales
- Club San Martín (afiliado a la Liga Regional de Fútbol)
- Biblioteca Popular Julián Herrera , es sede de la Federación Entrerriana de Bibliotecas Populares